# Izobilnyj
Izobilnyj (rusky Изобильный) je město v Stavropolském kraji v Ruské federaci. Při sčítání lidu v roce 2010 mělo přes čtyřicet tisíc obyvatel.

## Poloha a doprava
Izobilnyj leží v Předkavkazí na severním okraji Stavropolské vysočiny pár kilometrů jihovýchodně od toku Jegorlyku, levého přítoku Západního Manyče. Od Stavropolu, správního střediska kraje, je vzdálen přibližně pětašedesát kilometrů severozápadně.
Přes město prochází železniční trať z Kropotkinu přes Stavropol do Elisty.

## Dějiny
Izobilnyj vznikl v roce 1895 v souvislosti s výstavbou železnice. Původně byl nazýván Izobilno-Tiščenskij (Изобильно-Тищенский), přičemž druhá část názvu odkazovala k nedaleké starší vesnici. V roce 1935 byl název změněn na Izobilnoje (Изобильное).
Za druhé světové války obsadila město 3. srpna 1942 německá armáda a jednotky Zakavkazského frontu Rudé armády jej dobyly zpět 22. ledna 1943.
Od roku 1965 je Izobilnyj městem.

### Rodáci
- Varlaam (* 1974), arcibiskup machačkalský a grozněnský